# Reo Mochizuki
Reo Mochizuki (født 18. januar 1995) er en japansk fodboldspiller, som spiller for den japanske fodboldklub Kyoto Sanga FC.